# Mary Fettig
Mary M. Fettig (* 1. Juni 1953 in San Francisco) ist eine US-amerikanische Jazz-Musikerin (Saxophone, Flöte) und Musikpädagogin.

## Leben und Wirken
Fettig wuchs in der San Franciscoer Vorstadt Concord auf und lernte als Kind zunächst Marimba. Sie spielte dann Saxophon, Flöte und Klarinette in der Schulband der Ygnacio Valley Highschool, mit der sie 1971 auf dem Monterey Jazz Festival auftrat und die Highschool Competition gewann. Der Bandleader Bill Burke, ein Stan-Kenton-Fan, vermittelte ihr ein Stipendium beim Stan Kenton Camp in Redlands. Nach dem Studium an der UCLA spielte sie im Alter von zwanzig Jahren als erste weibliche Solistin 1973 im Kenton-Orchester Altsaxophon, zu hören auf dessen Alben 7,5 on the Richter Scale und Street of Dreams. 
Sie arbeitete in den folgenden Jahren mit Marian McPartland (At the Festival, 1979), Airto Moreira und Flora Purim (The Magicians, 1986), Joe Henderson, Nnenna Freelon und Toninho Horta. 1985 legte sie das Concord-Album In Good Company vor, bei dem McPartland, Peter Sprague, Ray Brown und Jeff Hamilton mitwirkten. Fettig spielte außerdem bei Aufnahmen von Charles Brown, der Ray Brown Big Band, Dave Eshelman, Tito Puente und Marcos Silva mit, ferner mit dem San Francisco Symphony und in Theater-Orchestern bei Musical-Aufführungen von Phantom der Oper und Les Miz. Fettig wirkte auch bei verschiedenen Film- und Computerspiel-Soundtracks mit, wie bei Walker (1987), Mars Attacks! (1996)  und SimCity 3000 (1999). Sie unterrichtet am San Francisco Conservatory of Music und lebt in der Bay Area.

## Diskographische Hinweise
- 2004 – Relativity (Lau Lau)
- 2008 – Brazilian Footprints (F Major)